# Droga wojewódzka nr 529
Droga wojewódzka nr 529 (DW529) – droga wojewódzka w północnej Polsce w województwie pomorskim przebiegająca przez teren powiatu kwidzyńskiego. Droga ma długość 3 km. Łączy miejscowość Brachlewo z drogą wojewódzką 518.

## Przebieg drogi
Droga rozpoczyna się w miejscowości Brachlewo, gdzie odchodzi od drogi krajowej nr 55. Następnie kieruje się w stronę zachodnią i po 3 km dołącza się do drogi wojewódzkiej nr 518.

## Miejscowości leżące przy trasie DW529
- Brachlewo
- Bystrzec
- Podzamcze